# Chợ Lớn

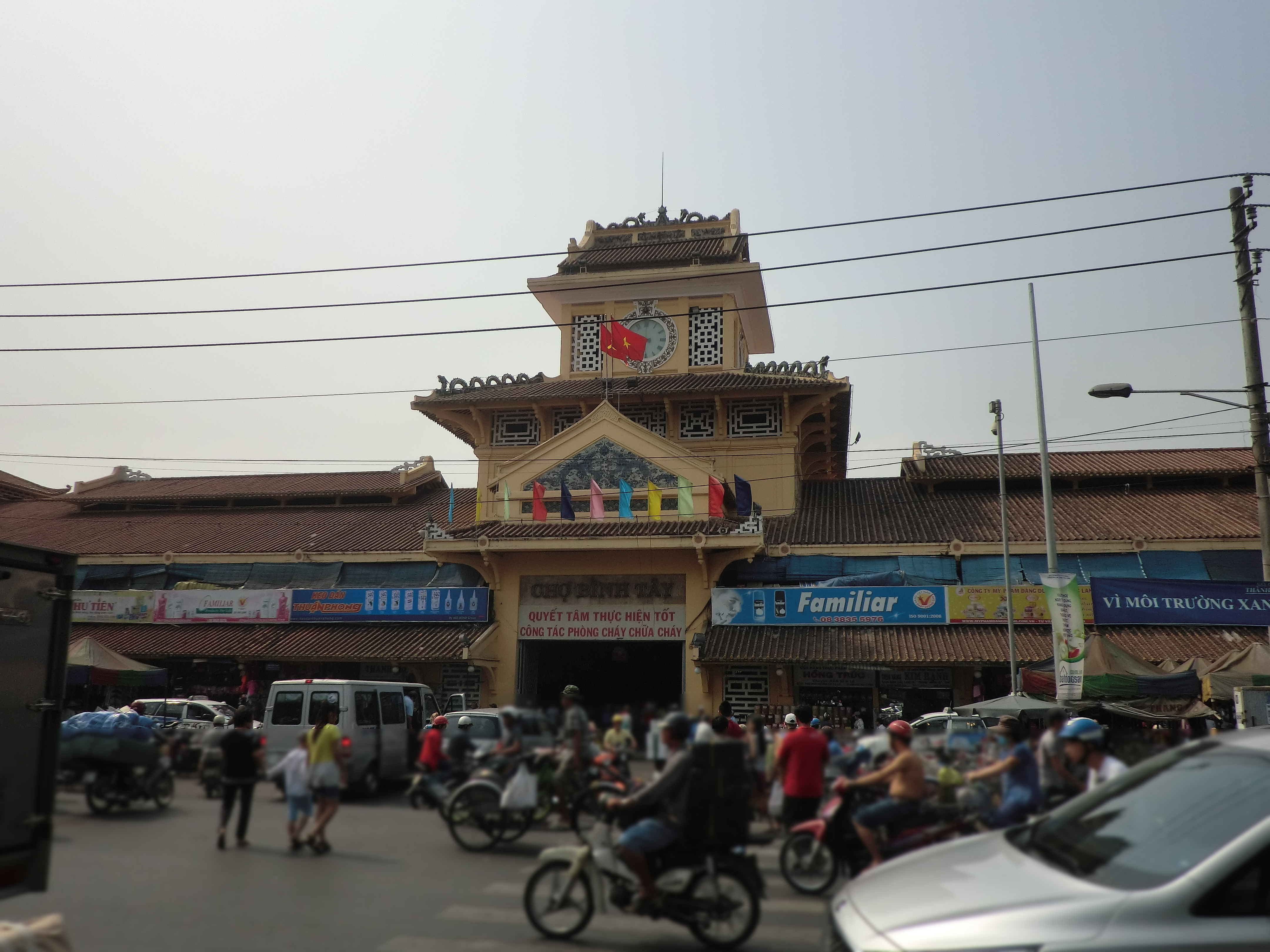
Chợ Bình Tây, ngôi chợ lớn nhất ở Chợ Lớn

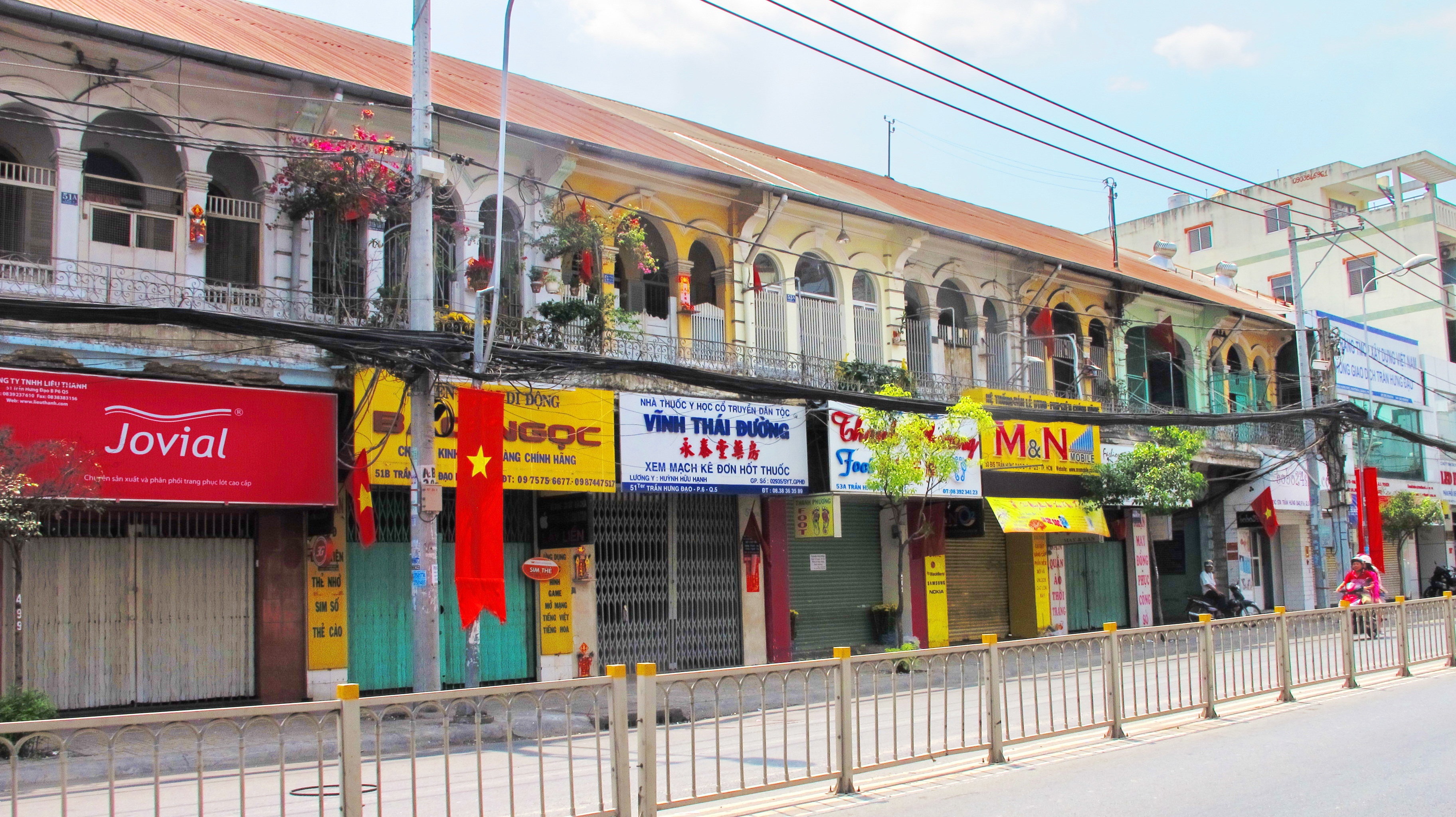
Dãy nhà phố thương mại với kiến trúc cổ đặc trưng tại Chợ Lớn

Chợ Lớn (chữ Hán: 堤岸; âm Hán-Việt: Đê Ngạn; âm Quảng Đông: Thầy Ngòn) là một khu vực đông Hoa kiều sinh sống nằm ven kênh Tàu Hủ trải dài trên địa bàn Quận 5 và Quận 6, về phía nam tới Quận 8 và về phía bắc tới Quận 10 và Quận 11 ở Thành phố Hồ Chí Minh, Việt Nam. Khu vực này trước kia lập thành một thành phố riêng biệt với Sài Gòn, gọi là thành phố Chợ Lớn. Trong những năm 1930-1950 do quá trình đô thị hóa, Sài Gòn và Chợ Lớn dần dần sáp nhập với nhau. Khu phố này đã có Hoa kiều sinh sống từ lâu và được coi là phố người Hoa lớn nhất thế giới tính theo diện tích.

## Từ nguyên
Giáo sư Trần Chính Hoằng tại Sở Nghiên cứu chỉnh lý cổ tịch, Đại học Phục Đán, Trung Quốc viết: "Như chúng ta đã biết, Đề Ngạn 堤岸 chính là bờ đê (đê Ngạn) Sài Gòn, xưa nay vốn là khu tụ cư của Hoa kiều."
Tuy nhiên, học giả An Chi bác bỏ quan điểm này. Ông cho rằng cách giải thích này là "ngớ ngẩn" vì Sài Gòn không hề có đê. Theo ông, ban đầu chữ Đề Ngạn được Hoa Kiều tại Chợ Lớn viết là 提岸 với chữ Đề 提 có bộ "thủ" 扌mà sau này vì cố muốn hiểu là bờ đê nên người ta mới đổi cách viết thành Đê Ngạn 堤岸 với chữ Đê 堤 có bộ "thổ" 土. Cả 提岸 và 堤岸 đều đồng âm và đọc là "Thầy Ngòn" trong tiếng Quảng Đông, và đều là cách phiên âm địa danh "Sài Gòn" trong tiếng Việt. Ông An Chi cũng cho rằng, trước khi thành phố Sài Gòn (khu vực quận 1 và quận 3 hiện nay) được thực dân Pháp thành lập thì Sài Gòn là tên của khu vực mà sau này là trung tâm của Chợ Lớn, còn nơi mà sau này gọi là Sài Gòn thì trước đó có tên Bến Nghé.

## Lịch sử

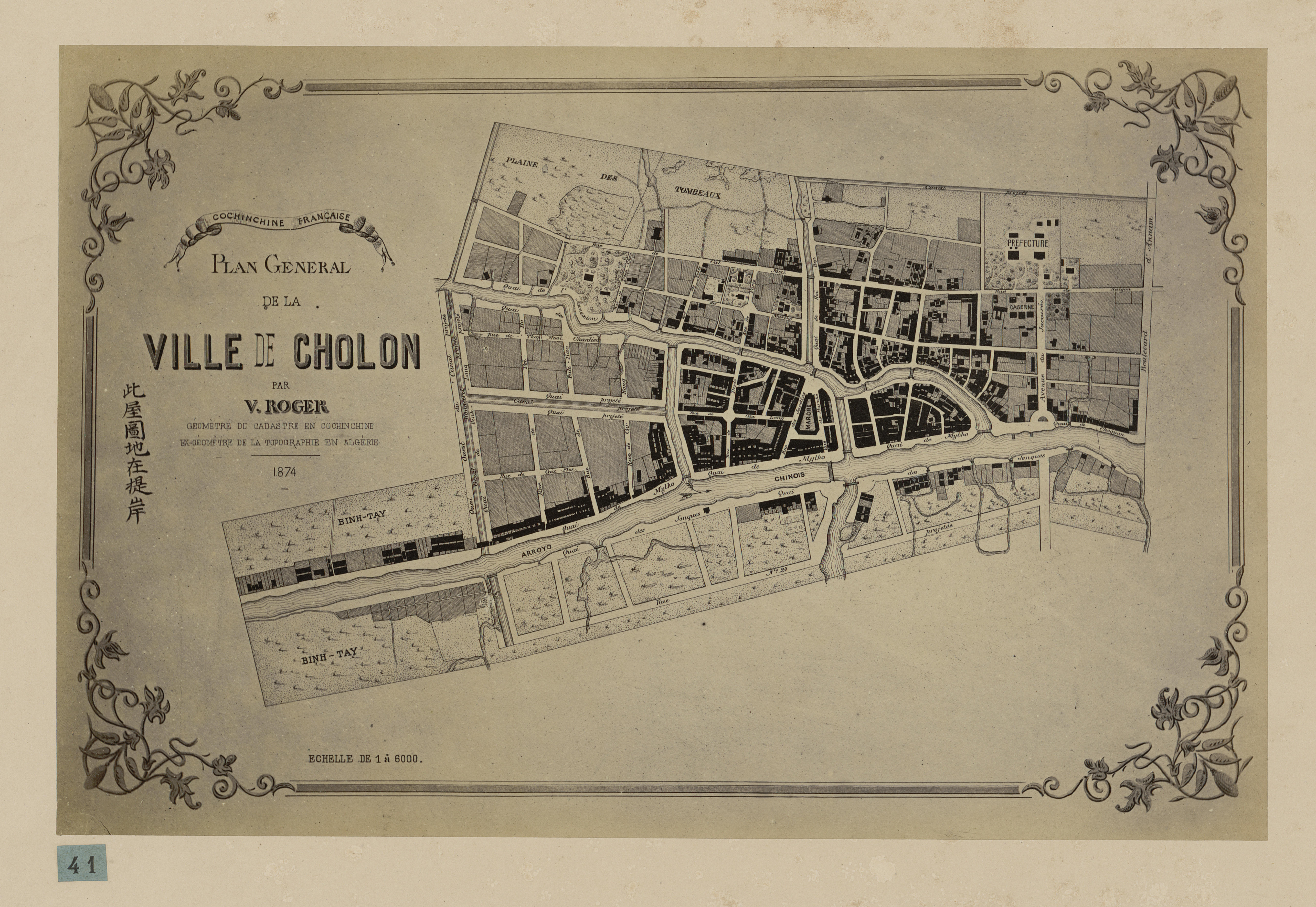
Bản đồ thành phố Chợ Lớn năm 1874

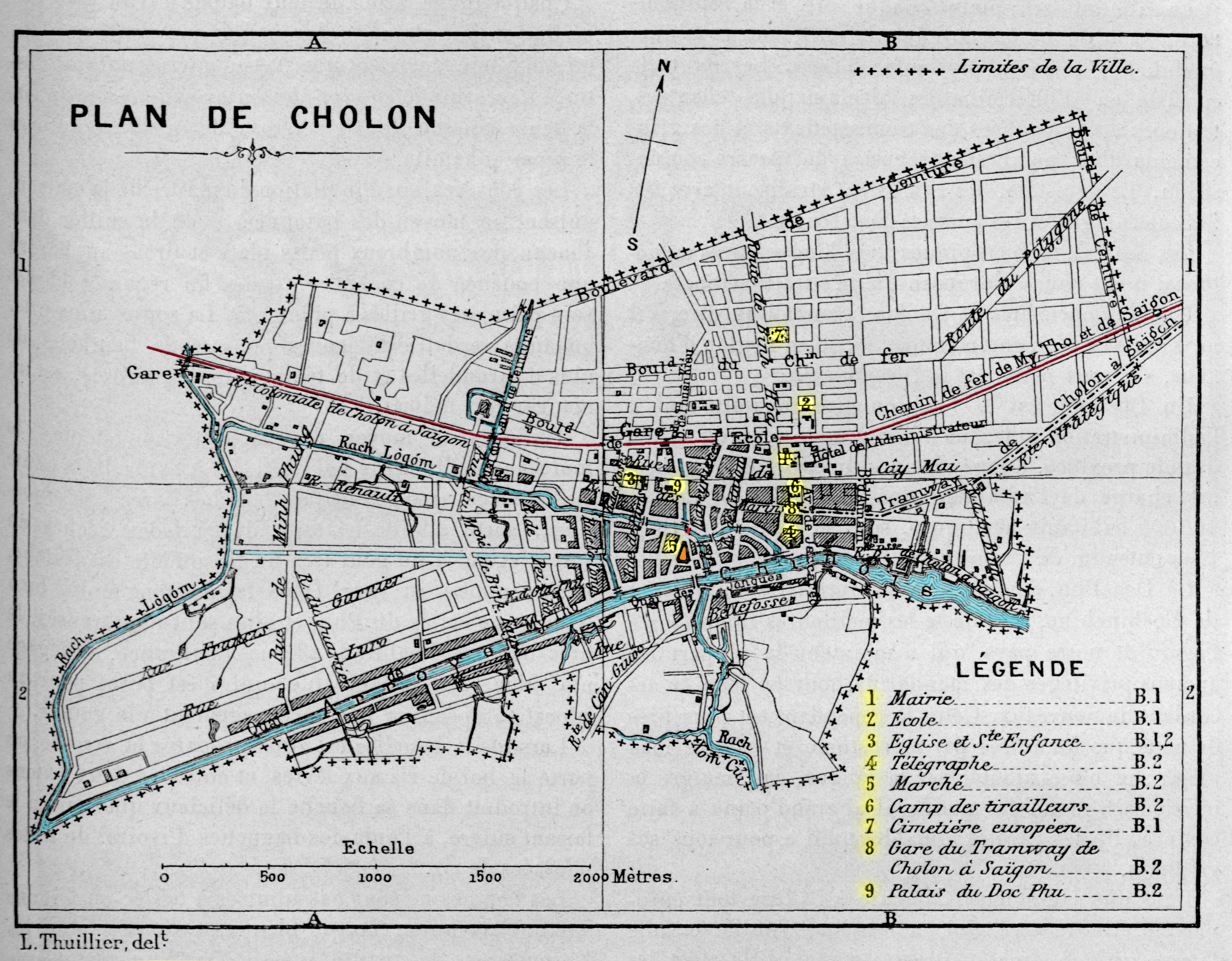
Bản đồ thành phố Chợ Lớn năm 1893

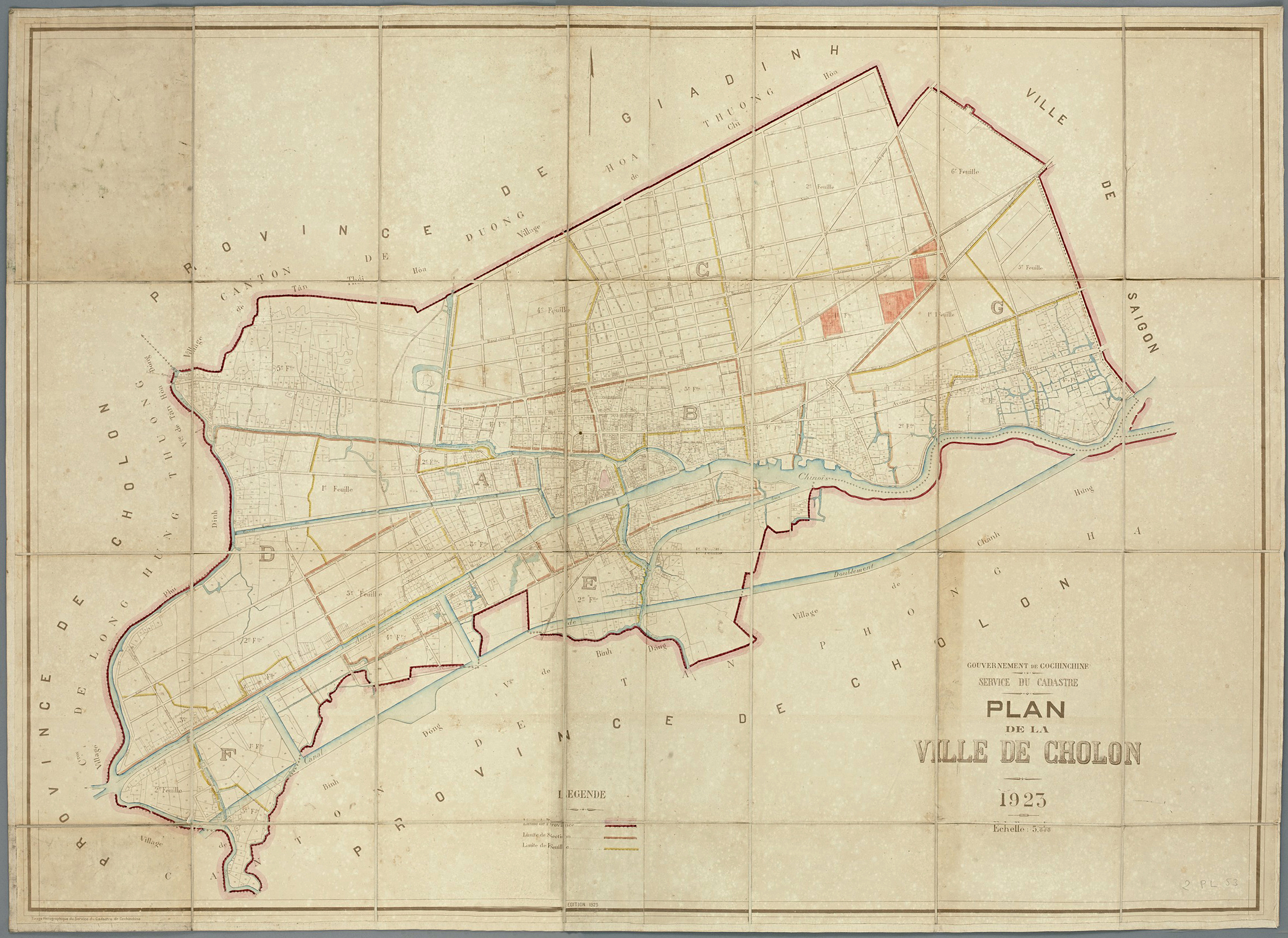
Bản đồ thành phố Chợ Lớn năm 1923

Từ trước năm 1698, ở Đề Ngạn (mà sau này gọi là Chợ Lớn) đã có làng Minh Hương của người Hoa (vì không thần phục nhà Thanh, họ đã rời bỏ Trung Quốc sang định cư ở đàng Trong). Tuy nhiên, vùng đất ấy trở nên đông đúc kể từ khi người Hoa ở cù lao Phố (tức Biên Hòa ngày nay) chạy tới đây lánh nạn sau khi nơi ở của họ bị nhà Tây Sơn tàn phá năm 1776 .
Rồi do nhu cầu, người Hoa lập chợ (hay phát triển chợ có đã từ trước) để trao đổi hàng hóa. So với chợ Tân Kiểng của người Việt thì chợ Sài Gòn (khu vực Bưu điện Chợ Lớn ngày nay) có lớn hơn nên được người dân gọi là Chợ Lớn. Sau đó, tên chợ cũng được dùng để chỉ vùng đất mà nó tọa lạc. Theo học giả Vương Hồng Sển, thì "Chợ Lớn như nay ta còn gọi, đối với Hoa kiều là Thầy Ngòn (Đề Ngạn) hay Xấy Cung (Tây Cống: Sài Gòn); còn sách cũ Pháp viết là Cholon hay Cholen, Cho Leun".
Trong Gia Định thành thông chí soạn khoảng năm 1820, tác giả Trịnh Hoài Đức đã mô tả phố chợ Sài Gòn như sau:
Phố chợ Sài Gòn: Cách trấn về phía nam 12 dặm ở hai bên tả hữu đường cái quan, là đường phố lớn, thẳng suốt 3 đường, giáp đến bến sông, một đường ngang ở giữa, một đường đi dọc theo sông. Các đường ấy đan xuyên nhau như chữ điền, phố xá liền mái nhau, người Việt và người Tàu ở chung lộn dài độ 3 dặm. Hàng hóa trong phố bày bán có: gấm, đoạn, đồ sứ, giấy má, châu báu trang sức, hàng sách vở, tiệm thuốc, tiệm trà, tiệm hủ tíu. Hai đầu nam bắc bến sông không gì là không có. Đầu phía bắc đường lớn của bổn phố có miếu Quan Đế và 3 hội quán: Phúc Châu, Quảng Đông, và Triều Châu chia đứng hai bên tả hữu; phía tây ở giữa đường lớn có miếu Thiên Hậu, gần phía tây có hội quán Ôn Lăng, đầu phía nam đường phố lớn về phía tây có hội quán Chương Châu. Gặp ngày tốt, đêm trăng, như Tam nguyên, rằm, mùng một thì treo đèn đặt án, tranh đua kỳ xảo trông như là cây lửa, cầu sao, thành gấm, hội quỳnh, kèn trống huyên náo, nam nữ dập dìu, thật là một phố lớn nơi đô hội náo nhiệt. Trong đường phố lớn có cái giếng xưa, nước ngọt tràn trề, bốn mùa không cạn. Sông nhỏ chảy ngang phố có bắc cầu ván lớn, trên có hai dãy hành lang mái ngói, treo màn che nắng, đường đi râm mát như đi dưới mái nhà cao. Giữa phố về phía đông đường lớn có chợ Bình An bán đủ sản vật quý ở núi biển và thổ sản các nơi, ban đêm còn thắp đèn mua bán.

Thành phố Chợ Lớn thành lập ngày 6 tháng 6 năm 1865 theo nghị định của Thống đốc Nam Kỳ, trên địa bàn một số thôn của ba tổng: Tân Phong Thượng (tổng này mặc nhiên giải thế), Tân Phong Trung và Tân Phong Hạ thuộc huyện Tân Long, phủ Tân Bình, tỉnh Gia Định. Đến ngày 3 tháng 10 năm 1865, địa giới thành phố được xác định cụ thể với diện tích gần 1 km², chỉ là một phần quận 5 hiện nay. Đến ngày 20 tháng 10 năm 1879, Thống đốc Nam Kỳ Le Myre de Vilers ra Nghị định công nhận thành phố Chợ Lớn (Ville de Cholon) là đô thị loại 2 (municipalité de 2e classe) ngang cấp tỉnh, cùng với các thành phố Tourane và Phnôm Pênh được thành lập sau này của Liên bang Đông Dương. Đứng đầu thành phố là Thị trưởng (Maire), do Thống đốc Nam Kỳ đề cử và Toàn quyền Đông Dương bổ nhiệm. Thành phố Chợ Lớn là đơn vị hành chính tách biệt hẳn với tỉnh Chợ Lớn. Tuy nhiên, trụ sở các cơ quan chính quyền của tỉnh Chợ Lớn đều đặt tại thành phố Chợ Lớn.
Ngày 1 tháng 7 năm 1882, tuyến đường xe điện đầu tiên ở Việt Nam dài 5 kilômét, rộng 1 mét, nối Sài Gòn và Chợ Lớn bắt đầu hoạt động. Theo sách Bến Nghé xưa của Sơn Nam thì Giữa Sài Gòn và Chợ Lớn phía đất thấp, chưa có dự kiến nên nối liền, còn ruộng lúa với người cày, ao nuôi vịt, ngọn rạch cạn, đợi đến năm 1916 mới bắt đầu đắp đường, trải đá ong... (Đó là đường Galliéni, nay là Trần Hưng Đạo).
Đến năm 1930, hai thành phố Sài Gòn và Chợ Lớn đã giáp nhau ở chỗ nay là đường Nguyễn Văn Cừ và Nguyễn Thiện Thuật. Ngày 27 tháng 4 năm 1931, Tổng thống Pháp ký sắc lệnh hợp nhất thành phố Sài Gòn và thành phố Chợ Lớn thành một đơn vị hành chính mới gọi là Khu Sài Gòn - Chợ Lớn. Đứng đầu khu là một Khu trưởng, do Toàn quyền Đông Dương bổ nhiệm. Khu trưởng là Chủ tịch Hội đồng quản lý khu Sài Gòn - Chợ Lớn. Chức Thị trưởng vẫn còn tồn tại đến năm 1934, nhưng một số quyền hạn của chức này chuyển sang cho Khu trưởng.
Năm 1951, Khu Sài Gòn - Chợ Lớn đổi thành Đô thành Sài Gòn - Chợ Lớn và đến năm 1956 đổi thành Đô thành Sài Gòn.
Kể từ đây, địa danh "Chợ Lớn" chỉ còn được dùng để chỉ toàn bộ khu vực quận 5 và quận 6 của Đô thành Sài Gòn. Và kể từ năm 2025, địa danh "Chợ Lớn" được dùng để chỉ phường Chợ Lớn của Thành phố Hồ Chí Minh.

## Các điểm tham quan
Ở đây có nhiều chùa, đình và hội quán của người Hoa, như: đình Minh Hương Gia Thạnh, hội quán Tuệ Thành, hội quán Hà Chương, hội quán Ôn Lăng, hội quán Nghĩa An, hội quán Nhị Phủ, hội quán Sùng Chính... Ngoài ra, ở đây còn các chợ luôn là những đầu mối bán sỉ của thành phố, như: chợ An Đông, chợ Xã Tây, chợ Bàu Sen, chợ Bình Tây, chợ Kim Biên, thương xá Đồng Khánh... Tại đây có nhiều quán ăn và tiệm thuốc bắc của người Hoa lẫn thuốc nam của người Việt (khu phố cổ Hải Thượng Lãn Ông).

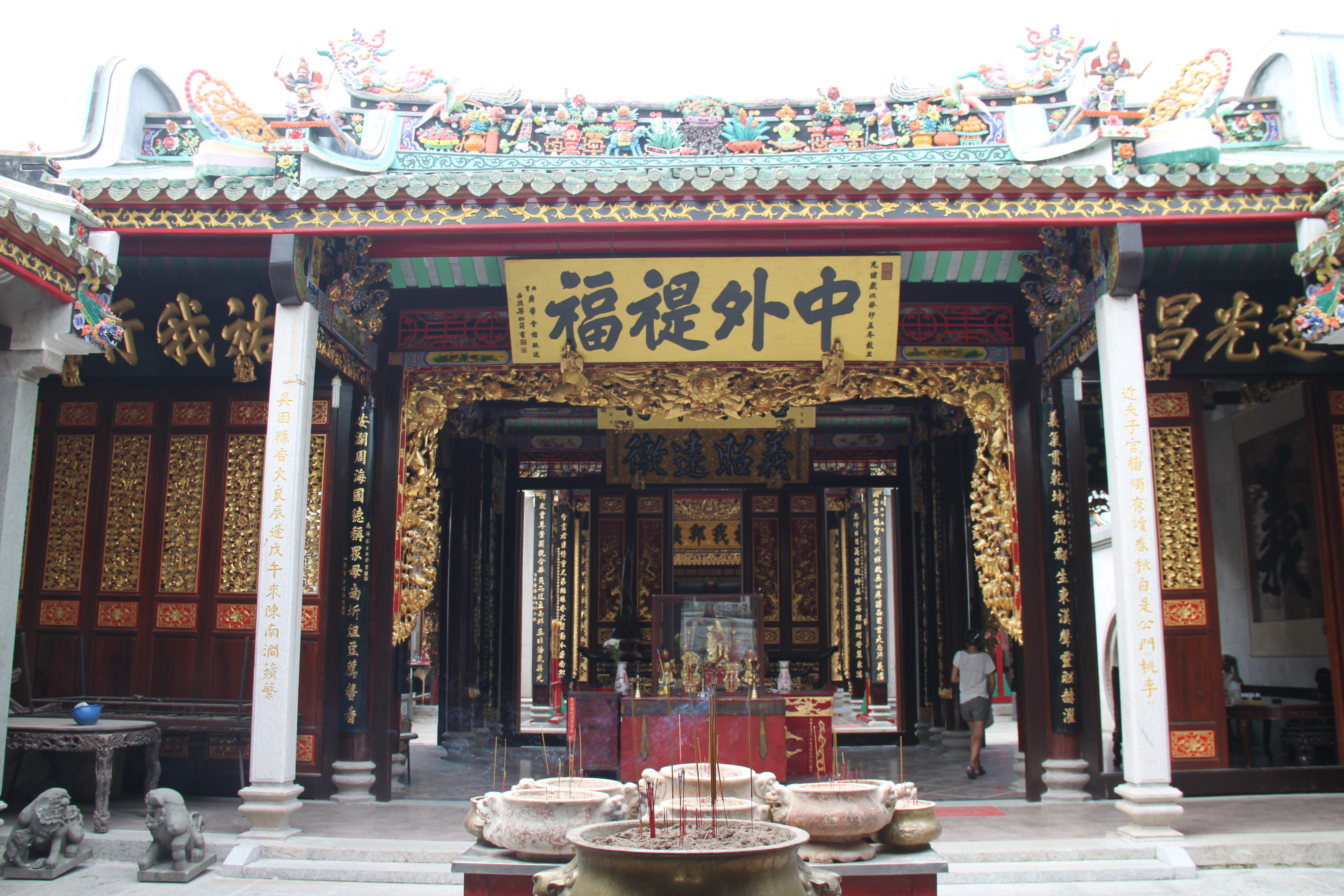
Hội quán Nghĩa An
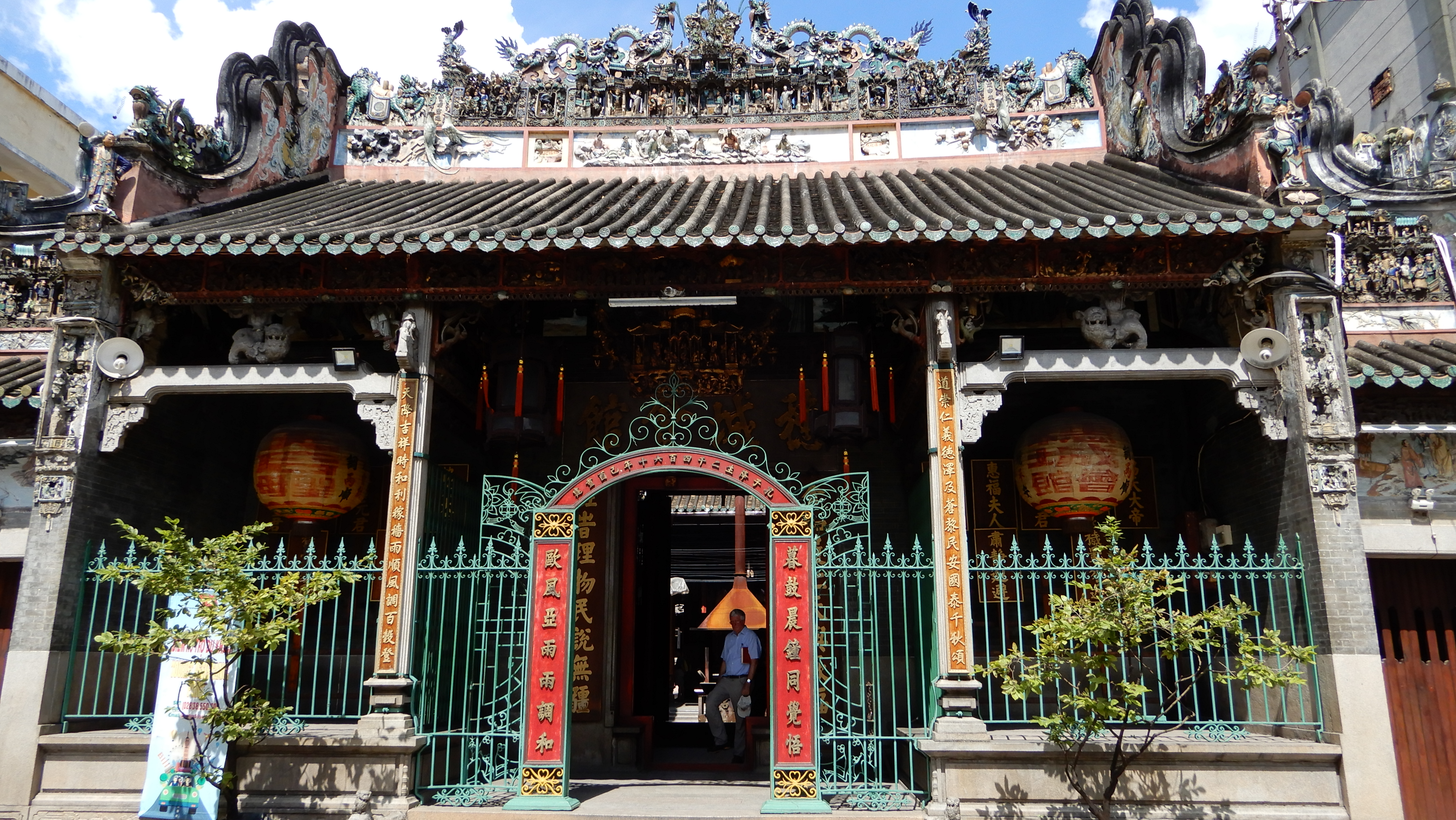
Hội quán Tuệ Thành (Chùa Bà Thiên Hậu)
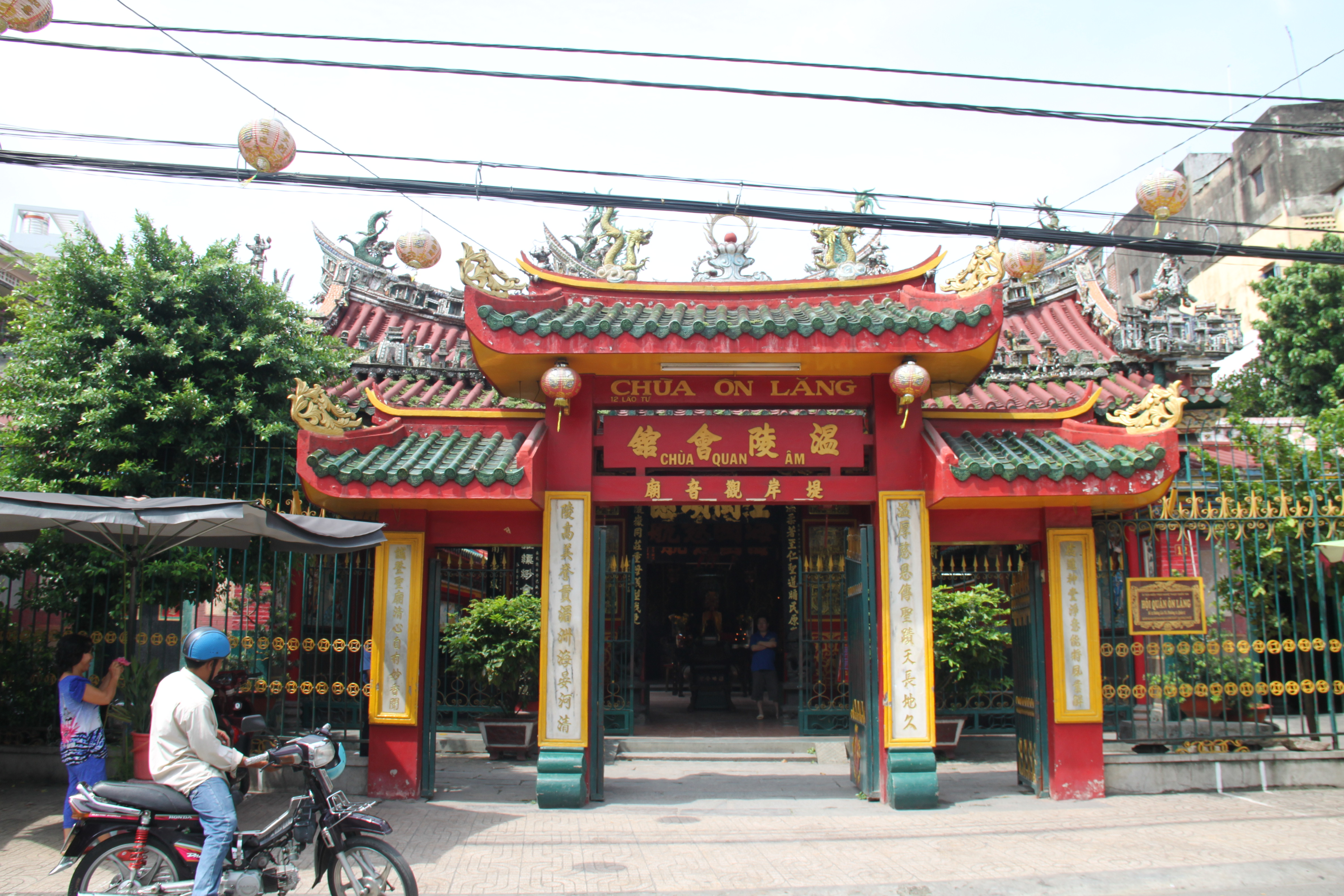
Hội quán Ôn Lăng
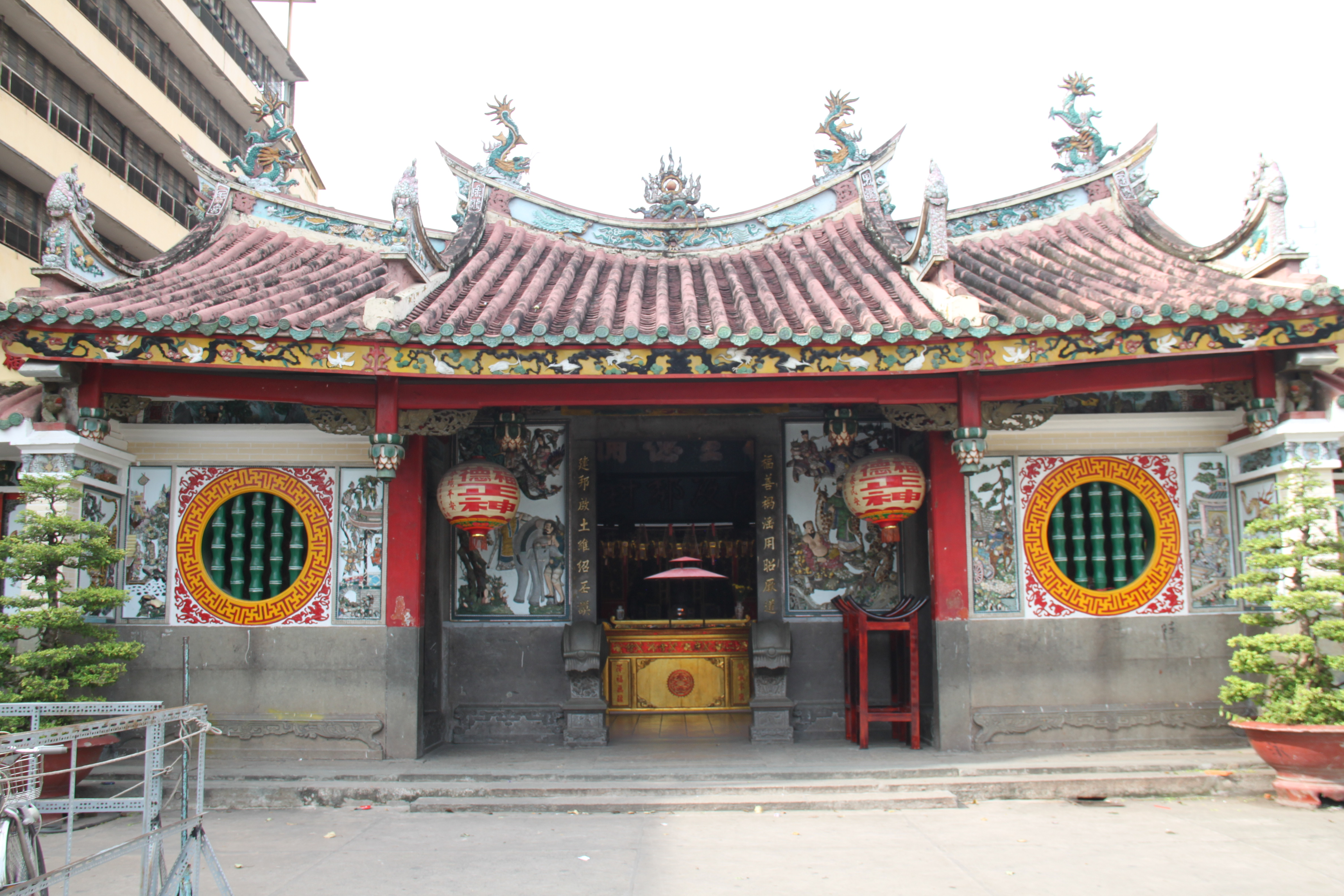
Hội quán Nhị Phủ